# مجموعه ورزشی ساموئل کانیون دو
مجموعه ورزشی ساموئل کانیون دو (انگلیسی: Samuel Kanyon Doe Sports Complex) یک ورزشگاه چندمنظوره در حومه شرقی مونروویا، لیبریا است.
این ورزشگاه که در سال ۱۹۸۶ تاسیس شده دارای ۳۵٬۰۰۰ نفر ظرفیت است و ورزشگاه خانگی تیم ملی فوتبال لیبریا محسوب میشود.